# Baydon
Baydon – wieś w Anglii, w hrabstwie Wiltshire. Leży 50 km na północ od miasta Salisbury i 102 km na zachód od Londynu. W 2001 miejscowość liczyła 525 mieszkańców.